# Sladkosneda poletuša vrečarica
Sladkosneda poletuša vrečarica (znanstveno ime Petaurus breviceps) je majhen vrečar, ki jadra. Njen dom so deževni gozdovi Avstralije, Nove Zelandije in Indonezije. V Avstraliji je avtohtona žival.

## Splošni opis
Sladkosneda poletuša vrečarica je velika približno od 16 do 21 cm, njen rep je velik skoraj toliko kot njen trup, tehta pa med 90 in 150 gramov. Osnovna barva hrbta je siva ali rjava z črno črto na hrbtu, kremnim trebuhom ter črnimi ali sivimi ušesi. V ujetništvu obstajajo tudi druge variante obarvanja. 
Letalna kožica oz. membrana je razpeta od petega prsta na sprednji okončini do palca na zadnji okončini. Letalna kožica je skrita, dokler je žival v mirovanju. Membrano uporabljajo za jadranje med drevesi, saj raztegnjena tvori aerodinamično površino v velikosti velikega robca. Membrano uporablja tudi za lovljenje insektov. Obdaja jo tanek sloj dlak.

## Sistematika
Nekaj podvrst P. breviceps:
- P. b. breviceps (Waterhouse, 1839)
- P. b. longicaudatus (Longman, 1924)
- P. b. ariel (Gould, 1842)
- P. b. flavidus (Tate & Archbold, 1935)
- P. b. papuanus (Thomas, 1888)
- P. b. tafa (Tate & Archbold, 1935)
- P. b. biacensis (Ulmer, 1940)

## Naravno okolje
Sladkosnede poletuše vrečarice živijo v skupini od 15 do 30 osebkov. Aktivne postanejo ponoči, čez dan se zadržujejo v deblu in spijo. Prehranjujejo se z žuželkami, zelenjavo, sadjem in sladkim nektarjem akacije in evkaliptusa.
Obdobje paritve ni natančno določeno. Samica ima po navadi dva potomca, ki ostaneta v vreči 70 dni, v samem gnezdu pa še 40-50 dni. Mladiči pridejo iz gnezda pod budnim očesom samice. Ko dopolnijo 7 do 10 mesecev jih skupina nažene iz skupnega ozemlja. Včasih se oblikujejo nove skupine, če je to področje prazno, vendar je konkurenca za revirje huda in malo jih preživi prvih nekaj mesecev neodvisnega življenja. V ujetništvu lahko dočakajo 15 let.

## Poletuša vrečarica kot domača žival
Poletuša vrečarica pridobiva na popularnosti kot domači ljubljenček predvsem zaradi svoje živahne in zvedave narave. Z veliko pozornosti se naveže na človeka in je odličen spremljevalec.